# ATC код H
|  |  | Інформація, розміщена на даній сторінці служить тільки для ознайомлення. Займатись самолікуванням без медичної освіти, категорично забороняється. |

## (H) Лікарські засоби гормонів для системного використання (виключаючи статеві гормони та інсулін)
ATX код H (англ. ATC code H), «Гормональні препарати для системного використання (окрім статевих гормонів та інсуліну)» — розділ системи літеро-цифрових кодів Анатомічно-терапевтично-хімічної класифікації, розроблений Всесвітньою організацією охорони здоров'я для класифікації ліків та інших медичних продуктів застосовуваних людьми. Подібну структуру мають також коди ветеринарного застосування (АТХвет коди), які побудовані шляхом розміщення літери Q перед відповідним людським АТХ кодом (наприклад: QA04…) та містяться в окремому списку. Національні АТХ-класифікації по кожній країні можуть дещо відрізнятися та зазвичай включають додаткові коди.

### (H01) Гормони гіпофіза, гіпоталамуса та їх аналоги
| (H01A)    | Гормони передньої долі гіпофіза та їх аналоги      |
| (H01AA)   | Адренокортикотропний гормон                        |
| (H01AA01) | Кортикотропін                                      |
| (H01AA02) | Тетракозактид                                      |
| (H01AB)   | Тиротропін                                         |
| (H01AB01) | Тиреотропін-альфа                                  |
| (H01AC)   | Соматропін та його агоністи                        |
| (H01AC01) | Соматропін                                         |
| (H01AC02) | Соматрем                                           |
| (H01AC03) | Мекасермін                                         |
| (H01AC04) | Серморелін                                         |
| (H01AC05) | Мекасермін рінфабат                                |
| (H01AC06) | Тезаморелін                                        |
| (H01AX)   | Інші гормони передньої долі гіпофіза та їх аналоги |
| (H01AX01) | Пегвісомант                                        |
| (H01B)    | Гормони задньої долі гіпофіза                      |
| (H01BA)   | Вазопресин та його аналоги                         |
| (H01BA01) | Вазопресин                                         |
| (H01BA02) | Десмопресин                                        |
| (H01BA03) | Ліпресин                                           |
| (H01BA04) | Терліпресин                                        |
| (H01BA05) | Орніпресин                                         |
| (H01BA06) | Аргіпресин                                         |
| (H01BB)   | Окситоцин та його аналоги                          |
| (H01BB01) | Демокситоцин                                       |
| (H01BB02) | Окситоцин                                          |
| (H01BB03) | Карбетоцин                                         |
| (H01C)    | Гормони гіпоталамуса                               |
| (H01CA)   | Гонадотропін-рилізингові гормони                   |
| (H01CA01) | Гонадорелін                                        |
| (H01CA02) | Нафарелін                                          |
| (H01CB)   | Соматостатин та його аналоги                       |
| (H01CB01) | Соматостатин                                       |
| (H01CB02) | Октреотид                                          |
| (H01CB03) | Ланреотид                                          |
| (H01CB04) | Вапреотид                                          |
| (H01CB05) | Пасіреотид                                         |
| (H01CC)   | Протигонадотропін-рилізингові гормони              |
| (H01CC01) | Ганірелікс                                         |
| (H01CC02) | Цетрорелікс                                        |

### (H02) Кортикостероїди для системного застосування
| (H02A)    | Кортикостероїди для системного застосування, прості     |
| (H02AA)   | Мінералокортикоїди                                      |
| (H02AA01) | Альдостерон                                             |
| (H02AA02) | Флудрокортизон                                          |
| (H02AA03) | Дезоксикортон                                           |
| (H02AB)   | Глюкокортикоїди                                         |
| (H02AB01) | Бетаметазон                                             |
| (H02AB02) | Дексаметазон                                            |
| (H02AB03) | Флуокортолон                                            |
| (H02AB04) | Метилпреднізолон                                        |
| (H02AB05) | Параметазон                                             |
| (H02AB06) | Преднізолон                                             |
| (H02AB07) | Преднізон                                               |
| (H02AB08) | Триамцинолон                                            |
| (H02AB09) | Гідрокортизон                                           |
| (H02AB10) | Кортизон                                                |
| (H02AB11) | Предниліден                                             |
| (H02AB12) | Римексолон                                              |
| (H02AB13) | Дефлазакорт                                             |
| (H02AB14) | Клопреднол                                              |
| (H02AB15) | Мепреднизон                                             |
| (H02AB17) | Кортивазол                                              |
| (H02B)    | Кортикостероїди для системного застосування, комбінації |
| (H02BX)   | Кортикостероїди для системного застосування, комбінації |
| (H02BX01) | Метилпреднізолон, комбінації                            |
| (H02C)    | Препарати для лікування захворювань наднирників         |
| (H02CA)   | Протикортикостероїди                                    |
| (H02CA01) | Трилостан                                               |

### (H03) Препарати для лікування захворюваньщитоподібної залози
| (H03A)    | Тироїдні препарати                          |
| (H03AA)   | Тироїдні гормони                            |
| (H03AA01) | Левотироксин натрію                         |
| (H03AA02) | Ліотиронін натрію                           |
| (H03AA03) | Комбінації левотироксин та ліотиронін       |
| (H03AA04) | Тиратрикол                                  |
| (H03AA05) | Препарати для лікування щитоподібної залози |
| (H03B)    | Антитироїдні засоби                         |
| (H03BA)   | Тіоурацил                                   |
| (H03BA01) | Метилтіоурацил                              |
| (H03BA02) | Пропілтіоурацил                             |
| (H03BA03) | Бензилтіоурацил                             |
| (H03BB)   | Похідні сірковмістного імідазолу            |
| (H03BB01) | Карбімазол                                  |
| (H03BB02) | Тіамазол                                    |
| (H03BB52) | Тіамазол, комбінації                        |
| (H03BC)   | Перхлорати                                  |
| (H03BC01) | Перхлорат калію                             |
| (H03BX)   | Інші антитироїдні препарати                 |
| (H03BX01) | Дийодтирозин                                |
| (H03BX02) | Дибромотирозин                              |
| (H03C)    | Йодотерапія                                 |
| (H03CA)   | Йодотерапія                                 |

### (H04) Гормонипідшлункової залози
| (H04A)    | Глюкогенові гормони      |
| (H04AA)   | Глікогенолітичні гормони |
| (H04AA01) | Глюкагон                 |

### (H05) Препарати, що регулюютьобмін кальцію[en]
| (H05A)    | Паращитоподібні гормони та їх аналоги          |
| (H05AA)   | Паращитоподібні гормони та їх аналоги          |
| (H05AA01) | Екстракт для лікування паращитоподібної залози |
| (H05AA02) | Теріпаратид                                    |
| (H05AA03) | Паратироїдний гормон                           |
| (H05B)    | Антиагенти паращитоподібної залози             |
| (H05BA)   | Кальцитонінові препарати                       |
| (H05BA01) | Кальцитонін (синтетичний лососевий)            |
| (H05BA02) | Кальцитонін (природна свининний)               |
| (H05BA03) | Кальцитонін (синтетичний людський)             |
| (H05BA04) | Елкатонін                                      |
| (H05BX)   | Інші антиагенти паращитоподібної залози        |
| (H05BX01) | Цинакальцет                                    |
| (H05BX02) | Парикальцитол                                  |
| (H05BX03) | Доксеркальциферол                              |